# Boquinhas Pintadas
Boquinhas Pintadas (no original, em espanhol, Boquitas pintadas) é o segundo romance do escritor argentino Manuel Puig, publicado em 1969.
A obra é uma crítica à classe média argentina, tendo como centro o drama de um jovem tuberculoso e suas relações com a sociedade que o via morrer. Com esse livro, o autor admitiu que buscou criar uma nova forma de literatura popular, baseada no velho folhetim.
Com milhares de exemplares vendidos e traduções em diversos idiomas, Boquinhas Pintadas tornou-se um bestseller. Em 1974, foi adaptado para o cinema, por Leopoldo Torre Nilsson.